# Глава Кабардино-Балкарской Республики
Глава Кабардино-Балкарской Республики (кабард.-черк. Къэбэрдей-Балъкъэрым Республикэм и Тхьэмадэ; карач.-балк. Къабарты-Малкъар Республиканы Башчысы) — высшая государственная должность в Кабардино-Балкарии, заменившая Председателя Верховного Совета Кабардино-Балкарской ССР/Республики Кабардино-Балкария.
Возглавляет исполнительную власть Кабардино-Балкарской Республики и вправе председательствовать на заседаниях Правительства КБР. Является гарантом Конституции КБР, прав и свобод человека и гражданина.

## Наименование
В период нахождения в должности Арсена Канокова депутаты республиканского парламента в третьем, окончательном чтении приняли законопроект, вносивший поправки в Конституцию республики.
Согласно ему, запрещено именовать руководителей субъектов РФ президентами, название высшего должностного лица изменено на «главу». Подобная норма вступила в силу с 1 января 2012 года и имела статус федерального закона в остальных регионах.

## История
Декларация о государственном суверенитете республики была принята 31 января 1991 года и закрепила статус своего субъекта непосредственно Союза ССР. Однако лишение Кабардино-Балкарии статуса АССР не согласовывалось с Конституцией СССР до его распада в декабре 1991 года. Первоначально должность объединяла двух спикеров Парламента Кабардино-Балкарии (на тот момент Совета КБР) в лице Председателя Верховного Совета КБССР. В январе 1992 года проведены первые выборы Президента. После инаугурации В.Кокова должность Председателя Верховного Совета сохранилась, но перестала соответствовать высшему должностному лицу.

## Обязанности
Статус и полномочия главы Республики определяются главой 4 Конституции Кабардино-Балкарии. Часть из которых:
1. Принимать меры по обеспечению безопасности и территориальной целостности Кабардино-Балкарской Республики.
2. Обеспечивать взаимодействие исполнительных органов государственной власти республики с федеральными органами исполнительной власти и их территориальными органами, органами местного самоуправления и общественными объединениями.
3. Определять основные направления внутренней политики республики и ее международных и межрегиональных связей.
4. Представлять Кабардино-Балкарскую Республику в отношениях с органами государственной власти Российской Федерации и её субъектами, а также за рубежом.
5. Утверждать структуру исполнительных органов государственной власти и т. д.
6. Вносить законопроекты в Парламент Кабардино-Балкарской Республики, а также проекты республиканского бюджета, программы социально-экономического развития.
7. Обращаться к Парламенту Кабардино-Балкарской Республики с ежегодными посланиями о положении в республике, об основных направлениях государственной политики республики.
8. Формировать и возглавлять Совет Безопасности Кабардино-Балкарской Республики.
9. Принимать решение об отставке Правительства.
10. Представлять Парламенту кандидатуры для назначения на должности в составе Конституционного Суда Кабардино-Балкарии[5].
11. Награждать государственными наградами Кабардино-Балкарской Республики[6].

## Список руководителей Кабардино-Балкарии
Ниже представлен список руководителей высших органов власти, политических образований на территории нынешней Кабардино-Балкарской Республики с момента провозглашения Кабардино-Балкарской ССР непосредственно в составе СССР, позже Российской Федерации.
| № | Фотография | ФИО (годы жизни)                                                                                                  | Срок полномочий, примечания |
| - | ---------- | --- | --- |
| — |            | Председатель Верховного Совета Кабардино-Балкарской ССР Хачим Мухамедович Кармоков (2 мая 1941 — 30 декабря 2023) | 25 декабря 1991 — 9 января 1992 После вступления в должность первого президента Кабардино-Балкарии перестал являться высшим должностным лицом |

| №  | Фотография    | ФИО (годы жизни)                                                                                                | Срок полномочий                                                                    |
| -- | ------------- | --- | ---------------------------------------------------------------------------------- |
| 1. |               | Президент КБССР / Кабардино-Балкарской Республики Валерий Мухамедович Коков (18 октября 1941 — 29 октября 2005) | 9 января 1992 — 16 сентября 2005 Покинул пост досрочно; из-за проблем со здоровьем |
| 2. | (отсутствует) | Геннадий Сергеевич Губин (6 июля 1944 — н.в.)                                                                   | (и. о. 16 сентября — 28 сентября 2005)                                             |
| 3. |               | Глава Кабардино-Балкарской Республики Арсен Баширович Каноков (22 февраля 1957 — н.в.)                          | 28 сентября 2005 — 6 декабря 2013 Покинул пост досрочно; по собственному желанию   |
| 4. |               | Юрий Александрович Коков (13 августа 1955 — н.в.)                                                               | 9 октября 2014 — 26 сентября 2018 (и. о. 6 декабря 2013 — 9 октября 2014)          |
| 5. |               | Казбек Валерьевич Коков (20 июля 1973 — н.в.)                                                                   | 3 октября 2019 — действующий (врио. 26 сентября 2018 — 3 октября 2019)             |